# Pamizinsaurus
Pamizinsaurus – rodzaj sfenodonta z rodziny hatteriowatych (Sphenodontidae) żyjącego we wczesnej kredzie na terenach współczesnej Ameryki Północnej. Został opisany w 1996 roku przez Víctora-Hugo Reynoso w oparciu o mocno zniszczony szkielet młodocianego zwierzęcia (IGM 6854) zachowany na dwóch blokach skalnych. Mierząca około 16 mm długości czaszka jest kiepsko zachowana, a większości kończyn przednich brakuje. Osobnik ten miał stosunkowo dużą głowę i krótki ogon. Prawdopodobnie w chwili śmierci był starszy niż „etap T” u hatterii (odpowiadający okresowi kilku tygodni po wykluciu), co sugeruje, że Pamizinsaurus w każdym stadium ontogenetycznym osiągał mniejsze rozmiary niż hatteria. Jego ciało pokrywały osteodermy o gładkiej, niezdobionej powierzchni. Ich ułożenie bardzo przypomina to występujące u heloderm i może dowodzić zasiedlania zbliżonych, półpustynnych sezonowych ekosystemów o ubogiej roślinności. Podobnie jak u tych jaszczurek, osteodermy Pamizinsaurus mogły chronić zwierzę przed atakiem drapieżników. Pamizinsaurus jest jedynym znanym obecnie sfenodontem mającym osteodermy.
Według analizy filogenetycznej przeprowadzonej przez Reynoso Pamizinsaurus należy do rodziny Sphenodontinae, wewnątrz której jest taksonem siostrzanym dla kladu obejmującego grupy Eilenodontinae i Sphenodontinae.
Skamieniałości Pamizinsaurus odkryto w 1989 roku w kamieniołomie Tlayua w meksykańskim stanie Puebla. Pochodzą one z osadów datowanych na środkowy lub późny alb. Nazwa Pamizinsaurus pochodzi od słowa pamizintli, w języku nahuatl oznaczającego „z kukurydzą na górze”, co odnosi się do kształtu osteoderm pokrywających ciało zwierzęcia (kukurydza stanowiła główne pożywienie ludów Mezoameryki), oraz zlatynizowanego greckiego słowa sauros („jaszczur”). Nazwa gatunkowa gatunku typowego, tlayuaensis, w nahuatl oznacza „ciemne miejsce”, co odnosi się do kamieniołomu, w którym odnaleziono szczątki przedstawicieli tego gatunku.